# Llorando se fue
«Llorando se fue» es un tema musical compuesto por los cantantes y compositores bolivianos Ulises Hermosa y Gonzalo Hermosa, miembros de la aclamada agrupación Los Kjarkas, que fue de gran trascendencia en el mundo musical con múltiples versiones en diferentes géneros e idiomas. Es un tema musical folclórico boliviano del género saya. Fue grabado por primera vez en 1981 por la agrupación antes mencionada, para Discos Lauro de Bolivia, y es famoso en el mundo por su versión en géneros de cumbia y de lambada titulado «Chorando se foi». Esta cumbia en versión portuguesa es también conocida simplemente como «La lambada».

## Historia

### Tema original
El tema es de autoría de Ulises Hermosa que pertenecía a Los Kjarkas e interpretado por Gastón Guardia Bilbao como tema folclórico, con un bombo, guitarra, charango y zampoñas; este último instrumento es el que generaba la melodía que era idéntica al canto de la letra. Era parte del LP "Canto a la mujer de mi pueblo" de Discos Lauro, impreso en el lado B.
En el resto de Sudamérica, se extrajeron ambos temas para un miniplay (45rpm) que son los que los hicieron populares en sus países vecinos como Perú, Brasil, y otros como Argentina y Chile. En Bolivia se regrabó el tema por diversos intérpretes en el mismo estilo sin cambiar acordes ni letra.

### Versión cumbia
Durante la década de los años 1980, Perú estaba inmersa en la ola de la cumbia colombiana, por lo que surgen grupos como Cuarteto Continental de Alberto Maraví que basan la interpretación de las melodías en el acordeón. De este grupo desertaron los cantantes Benjamin Castro y el acordeonista Mía Chumpén para formar Sexteto Internacional de SonoRadio del Perú. Ambas agrupaciones regrababan y arreglaban temas de varios países y géneros para convertirlos en cumbias peruanas de estilo colombiano con acordeón, entre ellos temas bolivianos. 
El tema boliviano "Llorando se fue" famoso en la época no fue la excepción y se reinterpretó a ritmo de cumbia en 1984, se le introdujo nuevos arreglos musicales con acordeón sustituyendo a las zampoñas añadiendo acordes extras inexistentes en la versión original, conservando solo parte de su letra original de manera condensada y modificada, la dura competencia entre agrupaciones cumbiamberas de Perú hace que Alberto Maraví dueño de Midas Récords del Perú y de Cuarteto Continental a través de la sociedad de compositores de Perú (APDAYC), solicita regrabar el tema y lanza en su LP "Fiesta de cumbias" en 1984, con algunos ajustes líricos con la interpretación del cantante Julio Mau Orlandini y el Cuarteto Continental, el LP incluye impresa la autoría de Ulises Hermosa, y aprovecha para regrabar otro tema del mismo compositor a ritmo de cumbia con acordeón, el tema "Wa ya yay" con la misma agrupación.
En el mismo año, la misma versión es lanzada por Sexteto Internacional interpretada por Julio Mejia (cantante) con algunos pequeños arreglos e incluyendo otros instrumentos rítmicos, por lo que sufre su primer derivación y extensión y es la base musical de su futura y más famosa versión (la de Kaoma) basada en ambas. El tema fue editado y prensado en el LP "Mas Sexteto" por la empresa "Industrial SonoRadio" de Perú, sin embargo fue desconocida la autoría de los Hermosa mostrando la leyenda "D.R." en los discos, por lo que entran en diferendos ambas agrupaciones por la autoría de los nuevos arreglos añadidos al tema en su versión cumbia.

### Introducción al Brasil
Mientras tanto, los LP de Cuarteto Continental eran difundidos por la radio del oriente peruano, en la selva amazónica del Perú y frontera con Brasil, sus temas de cumbia eran exportados a los países vecinos del Perú como Colombia (por Discos FM Colombia) y Ecuador.
En 1986 comenzaba a tener más popularidad el tema musical, por lo que surgen otro par de versiones en ese año. Alberto Maraví de Midas Récords del Perú colabora en la traducción para el Brasil de la letra al portugués y se le añadieron nuevas estrofas, se le llamó "Chorando se foi" y fue interpretada por Márcia Ferreira, la melodía es una versión idéntica de la cumbia de su grupo Cuarteto Continental de Maraví y del Sexteto Internacional.  El acordeón fue sustituido por un sintetizador electrónico. La cumbia al no ser tan popular en Brasil y mucho menos su baile, comenzó a bailarse al estilo de la lambada brasileña, por lo que parecía dicha versión dentro del país amazónico ser netamente un tema en ritmos brasileños, más no era así.

### Reversión cumbia para México
En ese mismo año el grupo peruano Cuarteto Continente bajo la producción de Ticky Dicásolo y Producciones Nazareno promociona en México con Discos Peerless la misma versión del tema cantado por Nacho Valdez, que se lanzó en Colombia y México, en este último país fue integrado en los LP Tequendama de oro, donde dicha cumbia es de las más populares de ese país y se escucha aún en los bailes y eventos sonideros. En 1988, en su álbum Éxitos Quemantes, el grupo de cumbia Tropicalísimo Apache, graba una versión de esta canción en dicho álbum.

### Lambada, cúspide internacional
Hacia 1989 se lanza el tema nuevamente en Francia, retitulándose "Lambada", por el grupo Kaoma. El tema aunque estaba basado en la cumbia brasileña de Ferreira, omite el compás de cumbia a una versión sincopada de percusiones rítmicas acercadas a las de un Merengue con Samba, es decir, propiamente una Lambada, añadido a esto, los ornamentos vocales de la cantante Loalwa Braz sobre el tema musical, son similares a las del cantante Julio Mau Orlandini, la primera con la frase "ay ay ay, gozando lambada" mientras el segundo con la frase "jeje hua, y nos vamos para el norte, el centro y el sur (de Perú)", incluso Kaoma y su cantante realizan los ornamentos vocales justo en la misma parte del tema que lo hace el grupo peruano hacia el final de ambos temas. Se cambió el sintetizador y acordeón de dichas cumbias por un bandoneón. 
El tema fue editado por Sony-Epic en el álbum WorldBeat, versión notoria por la importancia e influencias en los medios musicales de difusión de Sony, basándose en la versión de Marcia Ferreira. Dicha notoriedad llegó a oídos de los autores bolivianos, lo que les valió una demanda internacional por plagio y reparación de daños, ya que fue la versión más famosa y difundida del tema en el mundo gracias a Sony que fue incluso, tema de una película del mismo nombre. Se hizo la reparación económica del daño y no se habló más del asunto. El tema alcanzó tal notoriedad que se había traducido hasta en 42 idiomas en 1990.

## Otras versiones
El tema se ha grabado en diversos géneros musicales, tanto sayas, huaynos, cumbias, jazz, rock, ska, banda, bolero, balada, sinfónico, etc, y una de las versiones más notorias es en japonés que sigue conservando el ritmo de cumbia.

### Dueto Wisin y Yandel
Otra controversia también de la canción "Llorando se fue", esta vez fue la demanda legal contra el dueto de reguetón Wisin y Yandel, que se habría utilizado parte de este tema musical, de autoría de Los Kjarkas en la canción titulada "Pam Pam" de 2006. Con respecto al videoclip que fue filmado en Río de Janeiro (Brasil), parece que fue inspirada en el grupo Kaoma que les hizo famoso con el tema musical "Lambada".

### Don Omar
En 2011 también se desató otra polémica sobre el mismo tema musical esta vez de la canción titulada "Taboo", perteneciente al cantante de reguetón, Don Omar, quien fue acusado también de plagiar. Aunque este demostró que si pidió permiso a través de su Twitter por medio del sello discográfico EMI, aunque no especificando claramente los derechos de autor como el nombre completo de los compositores ya que solo mencionaba el apellido de los hermanos Hermosa como "Hermosa y Hermosa". Tampoco el origen rítmico de la canción como la saya, ya que lo de Don Omar fue reeditada de la versión de la Lambada.

### Jennifer López y Pitbull
A principios de 2011 Jennifer López y Pitbull lanzaron el sencillo "On the Floor", una versión dance-electrónica producida por RedOne, la cual contiene un sample del tema “Llorando se fue". Jennifer si pidió permiso a los hermanos Hermosa, mandando a su equipo de producción hasta Bolivia para obtener los derechos de la canción. "On The Floor" fue un éxito mundial, alcanzando el #1 en más de 50 países, y fue la canción femenina más vendida del 2011 por encima de Rolling In The Deep de Adele.[cita requerida]

### Inspector
En el año 2011 esta banda regrabó el tema, como parte de su producción Ska a la carta con el título "Lambada do Ska" (Llorando Se Fue)

### Tru-la-lá
La banda de cuarteto Trulalá también la presentó en el año 1990, cantada por Javier "La pepa" Brizuela.